# Turn- und Sportverein Bayer 04 Leverkusen 1991-1992
Questa voce raccoglie le informazioni riguardanti il Turn- und Sportverein Bayer 04 Leverkusen nelle competizioni ufficiali della stagione 1991-1992.

## Stagione
Nella stagione 1991-1992 il Bayer Leverkusen, allenato da Reinhard Saftig, concluse il campionato di Bundesliga al 6º posto. In Coppa di Germania il Bayer Leverkusen fu eliminato in semifinale dal Borussia M'gladbach.
A fine stagione Andreas Thom e Christian Wörns vennero convocati nella nazionale tedesca per gli imminenti campionati europei di quell'anno. Andreas Thom prese anche parte attiva alla finale, persa poi dai tedeschi. Thom fu uno dei 3 giocatori di quella nazionale che provenivano dalla ormai scomparsa Germania Est.

## Maglie e sponsor
Lo sponsor che compare sulle maglie della società è Talcid, prodotto della casa farmaceutica Bayer proprietaria del team.
Lo sponsor tecnico è il marchio Tedesco Adidas.
| Casa |

## Rosa
| N. |                     | Ruolo | Calciatore       |
| -- | ------------------- | ----- | ---------------- |
| 1  | Germania (bandiera) | P     | Rüdiger Vollborn |
| 3  | Germania (bandiera) | D     | Markus Happe     |
| 4  | Germania (bandiera) | D     | Christian Wörns  |
| 5  | Romania (bandiera)  | C     | Ioan Lupescu     |
| 9  | Germania (bandiera) | A     | Ulf Kirsten      |
| 23 | Germania (bandiera) | P     | Dirk Heinen      |
| 30 | Germania (bandiera) | C     | Jupp Nehl        |
|    | Germania (bandiera) | D     | Franco Foda      |
|    | Germania (bandiera) | D     | Stephan Hanke    |
|    | Brasile (bandiera)  | D     | Jorginho         |
|    | Germania (bandiera) | D     | Martin Kree      |

| N. |                     | Ruolo | Calciatore         |
| -- | ------------------- | ----- | ------------------ |
|    | Germania (bandiera) | D     | Jürgen Radschuweit |
|    | Germania (bandiera) | D     | Erich Seckler      |
|    | Polonia (bandiera)  | C     | Andrzej Buncol     |
|    | Germania (bandiera) | C     | Andreas Fischer    |
|    | Germania (bandiera) | C     | René Rydlewicz     |
|    | Germania (bandiera) | C     | Matthias Stammann  |
|    | Germania (bandiera) | C     | Markus von Ahlen   |
|    | Germania (bandiera) | A     | Marcus Feinbier    |
|    | Germania (bandiera) | A     | Heiko Herrlich     |
|    | Polonia (bandiera)  | A     | Marek Leśniak      |
|    | Germania (bandiera) | A     | Andreas Thom       |

## Organigramma societario
Area tecnica
- Allenatore: Reinhard Saftig
- Allenatore in seconda: Peter Hermann
- Preparatore dei portieri:
- Preparatori atletici:

## Calciomercato

### Sessione estiva
| Acquisti | Acquisti        | Acquisti                    | Acquisti |
| R.       | Nome            | da                          | Modalità |
| -------- | --------------- | --------------------------- | -------- |
| C        | Jupp Nehl       | Bochum                      |          |
| D        | Markus Happe    | Preußen Münster             |          |
| C        | René Rydlewicz  | Bayer Leverkusen (juniores) |          |
| D        | Christian Wörns | Waldhof Mannheim            |          |

| Cessioni | Cessioni           | Cessioni             | Cessioni |
| R.       | Nome               | a                    | Modalità |
| -------- | ------------------ | -------------------- | -------- |
| D        | Alois Reinhardt    | Bayern Monaco        |          |
| D        | Oliver Pagé        | Dinamo Dresda        |          |
| C        | Knut Reinhardt     | Borussia Dortmund    |          |
| A        | Christian Schreier | Fortuna Düsseldorf   |          |
| D        | Jens Tschiedel     | Alemannia Aquisgrana |          |

### Sessione invernale
| Acquisti | Acquisti | Acquisti | Acquisti |
| R.       | Nome     | da       | Modalità |
| -------- | -------- | -------- | -------- |

| Cessioni | Cessioni       | Cessioni  | Cessioni |
| R.       | Nome           | a         | Modalità |
| -------- | -------------- | --------- | -------- |
| A        | Marko Schröder | Remscheid |          |

## Risultati

### Bundesliga

#### Girone di andata
| Arbitro: | Scheuerer |

|             |           |  |
| Jorginho 2’ | Marcatori |  |

| Arbitro: | Schmidhuber |

|                                 |           |  |
| Sané 39’, 86’ Schupp 82’ (rig.) | Marcatori |  |

| Arbitro: | Berg |

|  |           |          |
|  | Marcatori | 81’ Kree |

| Arbitro: | Mierswa |

|                  |           |            |
| Kirsten 26’, 69’ | Marcatori | 80’ Lyutiy |

| Karlsruhe 24 agosto 1991, ore 15:30 CEST 5ª giornata | Karlsruhe | 0 – 0 referto | Bayer Leverkusen | Wildparkstadion (16 000 spett.)\| Arbitro: \| Dellwing \| |
| Arbitro:                                             | Dellwing  |               |                  |                                                           |

| Leverkusen 27 agosto 1991, ore 20:00 CEST 6ª giornata | Bayer Leverkusen | 0 – 0 referto | Werder Brema | Ulrich-Haberland-Stadion (12 000 spett.)\| Arbitro: \| Gläser \| |
| Arbitro:                                              | Gläser           |               |              |                                                                  |

| Arbitro: | Kasper |

|                        |           |                      |
| Weichert 15’ Spies 72’ | Marcatori | 45’, 62’ (rig.) Kree |

| Arbitro: | Strigel |

|              |           |            |
| Herrlich 67’ | Marcatori | 40’ Baffoe |

| Gelsenkirchen 14 settembre 1991, ore 15:30 CEST 9ª giornata | Schalke 04 | 0 – 0 referto | Bayer Leverkusen | Parkstadion (43 000 spett.)\| Arbitro: \| Albrecht \| |
| Arbitro:                                                    | Albrecht   |               |                  |                                                       |

| Arbitro: | Merk |

|                                               |           |  |
| Fischer 37’ Lupescu 54’ Kree 66’ Schröder 89’ | Marcatori |  |

| Arbitro: | Malbranc |

|  |           |                       |
|  | Marcatori | 85’ Herrlich 89’ Thom |

| Arbitro: | Harder |

|          |           |           |
| Kree 76’ | Marcatori | 90’ Fuchs |

| Arbitro: | Scheuerer |

|                          |           |          |
| Witeczek 61’ Goldbæk 90’ | Marcatori | 62’ Nehl |

| Arbitro: | Habermann |

|            |           |           |
| Buncol 65’ | Marcatori | 81’ Rohde |

| Arbitro: | Ziller |

|  |           |                      |
|  | Marcatori | 13’ (aut.) Bindewald |

| Arbitro: | Stenzel |

|  |           |          |
|  | Marcatori | 77’ Wück |

| Arbitro: | Boos |

|                   |           |                    |
| Labbadia 32’, 37’ | Marcatori | 61’ Happe 70’ Kree |

| Arbitro: | Weber |

|  |           |                              |
|  | Marcatori | 69’ Rummenigge 79’ Chapuisat |

| Arbitro: | Schmidhuber |

|                 |           |  |
| Walter 75’, 88’ | Marcatori |  |

#### Girone di ritorno
| Arbitro: | Löwer |

|                              |           |               |
| Klinkert 49’ Kastenmaier 77’ | Marcatori | 21’, 74’ Thom |

| Arbitro: | Föckler |

|                                                |           |             |
| Nehl 6’ Fischer 28’, 34’, 58’ Kirsten 62’, 74’ | Marcatori | 41’ Ibrahim |

| Arbitro: | Mierswa |

|                           |           |                  |
| Kirsten 46’, 74’ Foda 81’ | Marcatori | 40’ (rig.) Marin |

| Arbitro: | Fux |

|             |           |                       |
| Nijhuis 47’ | Marcatori | 19’ Thom 83’ Jorginho |

| Arbitro: | Fröhlich |

|                  |           |  |
| Kirsten 71’, 76’ | Marcatori |  |

| Arbitro: | Heynemann |

|           |           |             |
| Legat 11’ | Marcatori | 18’ Kirsten |

| Arbitro: | Malbranc |

|                               |           |  |
| Foda 17’ Kirsten 67’ Thom 79’ | Marcatori |  |

| Arbitro: | Habermann |

|                 |           |          |
| Nehl 49’ (aut.) | Marcatori | 89’ Kree |

| Arbitro: | Boos |

|                          |           |                 |
| Kirsten 30’ Jorginho 35’ | Marcatori | 12’ Christensen |

| Arbitro: | Strampe |

|            |           |  |
| Rösler 84’ | Marcatori |  |

| Arbitro: | Best |

|                                    |           |  |
| Reekers 25’ (aut.) Kree 84’ (rig.) | Marcatori |  |

| Arbitro: | Prengel |

|          |           |          |
| Giske 8’ | Marcatori | 70’ Nehl |

| Arbitro: | Neuner |

|                                |           |  |
| Buncol 3’ Thom 13’ Kirsten 55’ | Marcatori |  |

| Arbitro: | Gläser |

|           |           |              |
| Cyroń 73’ | Marcatori | 50’ Herrlich |

| Arbitro: | Berg |

|              |           |                                      |
| Jorginho 89’ | Marcatori | 24’ Möller 69’ Weber 78’ Falkenmayer |

| Arbitro: | Merk |

|            |           |  |
| Wagner 57’ | Marcatori |  |

| Arbitro: | Ziller |

|                           |           |               |
| von Ahlen 7’ Feinbier 59’ | Marcatori | 79’ Wohlfarth |

| Arbitro: | Wiesel |

|                                         |           |              |
| Chapuisat 37’ Reinhardt 67’ Povlsen 85’ | Marcatori | 88’ Jorginho |

| Arbitro: | Dellwing |

|                 |           |                                |
| Kree 20’ (rig.) | Marcatori | 43’ (rig.) Walter 86’ Buchwald |

### Coppa di Germania
| Arbitro: | Kuhn |

|  |           |                        |
|  | Marcatori | 38’ Wörns 54’ Herrlich |

| Arbitro: | Neuner |

|                        |           |  |
| Buncol 64’ Fischer 69’ | Marcatori |  |

| Arbitro: | Wittke |

|               |           |                                    |
| Roth 30’, 78’ | Marcatori | 12’ Thom 75’ Leśniak 101’ Herrlich |

| Arbitro: | Steinborn |

|                      |           |  |
| Buchwald 110’ (aut.) | Marcatori |  |

| Arbitro: | Strigel |

|                            |                      |                                |
| Kastenmaier 60’ Criens 95’ | Marcatori            | 51’ Kirsten 119’ Thom          |
| Max Steffen Neun Fach      | Tiri di rigore 2 – 0 | Jorginho Herrlich Lupescu Kree |

## Statistiche

### Statistiche di squadra
| Competizione      | Punti | In casa | In casa | In casa | In casa | In casa | In casa | In trasferta | In trasferta | In trasferta | In trasferta | In trasferta | In trasferta | Totale | Totale | Totale | Totale | Totale | Totale | DR  |
| Competizione      | Punti | G       | V       | N       | P       | Gf      | Gs      | G            | V            | N            | P            | Gf           | Gs           | G      | V      | N      | P      | Gf     | Gs     | DR  |
| ----------------- | ----- | ------- | ------- | ------- | ------- | ------- | ------- | ------------ | ------------ | ------------ | ------------ | ------------ | ------------ | ------ | ------ | ------ | ------ | ------ | ------ | --- |
| Bundesliga        | 43    | 19      | 11      | 4       | 4       | 35      | 16      | 19           | 4            | 9            | 6            | 18           | 23           | 38     | 15     | 13     | 10     | 53     | 39     | +14 |
| Coppa di Germania | -     | 2       | 2       | 0       | 0       | 3       | 0       | 3            | 2            | 1            | 0            | 7            | 4            | 5      | 4      | 1      | 0      | 10     | 4      | +6  |
| Totale            | 43    | 21      | 13      | 4       | 4       | 38      | 16      | 22           | 6            | 10           | 6            | 25           | 27           | 43     | 19     | 14     | 10     | 63     | 43     | +20 |

### Andamento in campionato
| Giornata  | 1 | 2  | 3 | 4 | 5 | 6 | 7 | 8 | 9 | 10 | 11 | 12 | 13 | 14 | 15 | 16 | 17 | 18 | 19 | 20 | 21 | 22 | 23 | 24 | 25 | 26 | 27 | 28 | 29 | 30 | 31 | 32 | 33 | 34 | 35 | 36 | 37 | 38 |
| --------- | - | -- | - | - | - | - | - | - | - | -- | -- | -- | -- | -- | -- | -- | -- | -- | -- | -- | -- | -- | -- | -- | -- | -- | -- | -- | -- | -- | -- | -- | -- | -- | -- | -- | -- | -- |
| Luogo     | C | T  | T | C | T | C | T | C | T | C  | T  | C  | T  | C  | T  | C  | T  | C  | T  | T  | C  | C  | T  | C  | T  | C  | T  | C  | T  | C  | T  | C  | T  | C  | T  | C  | T  | C  |
| Risultato | V | P  | V | V | N | N | N | N | N | V  | V  | N  | P  | N  | V  | P  | N  | P  | P  | N  | V  | V  | V  | V  | N  | V  | N  | V  | P  | V  | N  | V  | N  | P  | P  | V  | P  | P  |
| Posizione | 4 | 13 | 6 | 5 | 7 | 5 | 6 | 8 | 6 | 4  | 3  | 2  | 3  | 4  | 2  | 4  | 4  | 5  | 8  | 8  | 6  | 5  | 5  | 5  | 5  | 5  | 5  | 4  | 5  | 4  | 4  | 4  | 4  | 4  | 4  | 4  | 6  | 6  |

Legenda:

Luogo: C = Casa; T = Trasferta. Risultato: V = Vittoria; N = Pareggio; P = Sconfitta.

### Statistiche dei giocatori
| Giocatore      | Bundesliga | Bundesliga | Bundesliga  | Bundesliga | Coppa di Germania | Coppa di Germania | Coppa di Germania | Coppa di Germania | Totale   | Totale | Totale      | Totale     |
| Giocatore      | Presenze   | Reti       | Ammonizioni | Espulsioni | Presenze          | Reti              | Ammonizioni       | Espulsioni        | Presenze | Reti   | Ammonizioni | Espulsioni |
| -------------- | ---------- | ---------- | ----------- | ---------- | ----------------- | ----------------- | ----------------- | ----------------- | -------- | ------ | ----------- | ---------- |
| A. Buncol      | 25         | 2          | 4           | 0          | 2                 | 1                 | 0                 | 0                 | 27       | 3      | 4           | 0          |
| M. Feinbier    | 18         | 1          | 1           | 1          | 3                 | 0                 | 0                 | 0                 | 21       | 1      | 1           | 1          |
| A. Fischer     | 37         | 4          | 8           | 0          | 5                 | 1                 | 0                 | 0                 | 42       | 5      | 8           | 0          |
| F. Foda        | 31         | 2          | 3           | 0          | 5                 | 0                 | 1                 | 1                 | 36       | 2      | 4           | 1          |
| S. Hanke       | 0          | 0          | 0           | 0          | 0                 | 0                 | 0                 | 0                 | 0        | 0      | 0           | 0          |
| M. Happe       | 8          | 1          | 1           | 0          | 0                 | 0                 | 0                 | 0                 | 8        | 1      | 1           | 0          |
| D. Heinen      | 0          | 0          | 0           | 0          | 0                 | 0                 | 0                 | 0                 | 0        | 0      | 0           | 0          |
| H. Herrlich    | 28         | 3          | 2           | 1          | 5                 | 2                 | 0                 | 0                 | 33       | 5      | 2           | 1          |
| J. Jorginho    | 37         | 5          | 4           | 0          | 5                 | 0                 | 0                 | 0                 | 42       | 5      | 4           | 0          |
| U. Kirsten     | 23         | 12         | 3           | 0          | 1                 | 1                 | 0                 | 0                 | 24       | 13     | 3           | 0          |
| M. Kree        | 38         | 9          | 7           | 0          | 5                 | 0                 | 0                 | 0                 | 43       | 9      | 7           | 0          |
| M. Leśniak     | 25         | 0          | 0           | 0          | 4                 | 1                 | 0                 | 0                 | 29       | 1      | 0           | 0          |
| I. Lupescu     | 34         | 1          | 4           | 1          | 5                 | 0                 | 1                 | 0                 | 39       | 1      | 5           | 1          |
| J. Nehl        | 22         | 3          | 5           | 0          | 2                 | 0                 | 0                 | 0                 | 24       | 3      | 5           | 0          |
| J. Radschuweit | 7          | 0          | 0           | 0          | 0                 | 0                 | 0                 | 0                 | 7        | 0      | 0           | 0          |
| A. Reinhardt   | 2          | 0          | 0           | 0          | 0                 | 0                 | 0                 | 0                 | 2        | 0      | 0           | 0          |
| R. Rydlewicz   | 0          | 0          | 0           | 0          | 0                 | 0                 | 0                 | 0                 | 0        | 0      | 0           | 0          |
| M. Schröder    | 4          | 1          | 0           | 0          | 1                 | 0                 | 0                 | 0                 | 5        | 1      | 0           | 0          |
| E. Seckler     | 5          | 0          | 0           | 0          | 1                 | 0                 | 0                 | 0                 | 6        | 0      | 0           | 0          |
| M. Stammann    | 25         | 0          | 7           | 0          | 5                 | 0                 | 1                 | 0                 | 30       | 0      | 8           | 0          |
| A. Thom        | 38         | 6          | 4           | 0          | 5                 | 2                 | 0                 | 0                 | 43       | 8      | 4           | 0          |
| R. Vollborn    | 38         | 0          | 2           | 0          | 5                 | 0                 | 0                 | 0                 | 43       | 0      | 2           | 0          |
| C. Wörns       | 38         | 0          | 2           | 0          | 5                 | 1                 | 1                 | 0                 | 43       | 1      | 3           | 0          |
| M. von Ahlen   | 6          | 1          | 0           | 0          | 0                 | 0                 | 0                 | 0                 | 6        | 1      | 0           | 0          |